# Slot 1

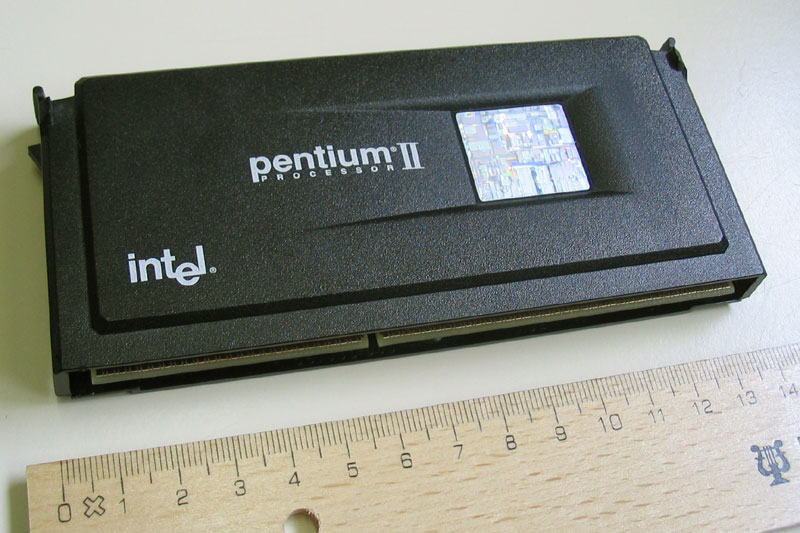
采用Slot 1接口的一款Pentium II处理器

Slot 1，是Intel公司于1997年推出的一种CPU插槽，使用P6 GTL+总线协议。
Slot 1有242个引脚，与当时的Intel的Pentium II一同推出。
由于Intel享有Slot 1的专利权，其他厂商再也不能直接套用Intel的CPU接口，于是AMD公司推出Slot A配合Athlon作为對應產品。

## Slot 1
Intel推出Slot 1用于取代Socket 7。在当时，从来没有一种CPU插座像Socket 7一
样支持如此多的CPU种类，包括非Intel的CPU（如Cyrix，AMD等等）。Intel希望透过推出一种新的CPU插座来获得独占地位，于是，由Intel持有着专利权的Slot 1随着Pentium II的推出而登场。
Intel方面对使用这种金手指的插槽而不是与Socket 7一样的插座来升级有一个技术方面的解释：没有地方放置L2快取。这是一个很引人怀疑的理由，因为Intel不久之后推出的基于Socket 370的Celeron 300A，把128KB全速二级快取記憶體配在核心内。
Socket 370本来是Intel提供给OEM厂商的廉价产品，后来迫于市场压力，Socket 370也出现在了零售市场。这一举動导致Slot 1和Socket 370规格的处理器与主板长时间同时生产及销售。由於兩者共用一部份晶片組（如440BX），因此有廠商推出了轉接卡，讓Slot 1主機板藉由轉接卡也可使用Socket 370的CPU。直到1GHz的Coppermine Pentium III才终结了Slot 1规格的生产（由于Slot 1的传输速率达到了极限）。

## 使用Slot 1的处理器
- Klamath Pentium II 233MHz～300MHz
- Deschutes Pentium II 266MHz～450MHz
- Katmai Pentium III 450MHz～600MHz（FSB为100MHz）
- Katmai Pentium III 533MHz、600MHz（FSB为133MHz）
- Coppermine Pentium III 550MHz～1000MHz（FSB为100MHz）
- Coppermine Pentium III 600MHz～1000MHz（FSB为133MHz）
- Covington Celeron 266MHz、300MHz
- Mendocino Celeron 266MHz～433MHz

## 支持Slot 1的芯片组
- Intel 440FX
- Intel 440LX
- Intel 440BX
- VIA Apollo Pro 133A